# Hoerenpreek
Hoerenpreek is een Nederlandse televisiefilm uit 1996 geregisseerd door Ineke Smits als onderdeel van de VPRO-televisiereeks Lolamoviola. De film ging op 1 mei 1996 in première.

## Verhaal
De film volgt het verhaal van de Oost-Europese Trees die een pasgeboren baby heeft, maar niet rondkomt met haar geld voor een goede opvoeding voor haar baby. Via een man die haar paspoort afneemt, krijgt zij een adres waar ze kan werken bij een peepshow.
Bij de peepshow werken twee dames die elkaar het leven zuur proberen te maken. Hun onderlinge verhouding verandert echter als Trees zich aan hun gezelschap toevoegt. Trees wordt als onervaren dame door de twee anderen in het vak ingewijd met tragische gevolgen.

## Rolverdeling
| acteur           | personage    |
| ---------------- | ------------ |
| Ellen ten Damme  | Trees        |
| Ganna Veenhuysen | peepshowdame |
| Mia Andrésen     | peepshowdame |

## Achtergrond
De televisiefilm werd geregisseerd door Ineke Smits en geschreven door Arthur Japin. De film werd geproduceerd door Judy Maat en was onderdeel van de VPRO-televisiereeks Lolamoviola, waarin jonge filmmakers de kans krijgen een televisiefilm te maken. De hoofdrollen in de film werden vertolkt door Ellen ten Damme, Ganna Veenhuysen en Mia Andrésen.